# Dão (DOC)
Le Dão est une appellation d'origine portugaise pour les vins produits par les vignobles du Dão, dans la province de Beira Alta, au centre du Portugal. Cette région est proche de la Serra da Estrela et se caractérise par des collines escarpées.

## Présentation
Cette appellation a été reconnue en 1908. Elle produit des vins rouges puissants à haute teneur en alcool. Son vignoble s'étende sur près de 20 000 hectares sur les districts de : 
- Coimbra : Arganil Oliveira do Hospital Tábua
- Guarda : Aguiar da Beira Fornos de Algodres Gouveia et Seia
- Viseu : Carregal do Sal Mangualde Mortágua Nelas Penalva do Castelo, Santa Comba Dão Sátão Tondela et de Viseu (en partie).

## Encépagement
Les cépages les plus utilisés sont : Touriga nacional, Tinta roriz, Mencia, Alfrocheiro preto et Encruzado.